# Tupã
Tupã este un oraș în São Paulo (SP), Brazilia.
1. ↑   https://www.tupa.sp.gov.br/cidade Lipsește sau este vid: |title= (ajutor)
2. ↑   https://www2.correios.com.br/sistemas/buscacep/resultadoBuscaFaixaCEP.cfm, accesat în 15 mai 2023 Lipsește sau este vid: |title= (ajutor)